# Falk Boden
Falk Boden (Elsterwerda, 20 gennaio 1960) è un ex ciclista su strada tedesco orientale, poi tedesco.

## Palmarès
- 1978 (Juniores)

Classifica generale Course de la Paix
- 1979 (ASK Vorwärts Frankfurt)

Campionati tedeschi orientali, Cronometro Dilettanti
- 1980 (ASK Vorwärts Frankfurt)

3ª tappa DDR Rundfahrt (Bad Blankenburg > Bad Blankenburg)
Classifica generale DDR Rundfahrt
Campionati tedeschi orientali, Cronometro Dilettanti
- 1982 (ASK Vorwärts Frankfurt)

4ª tappa Okolo Slovenska
Campionati tedeschi orientali, In linea Dilettanti
- 1983 (ASK Vorwärts Frankfurt)

3ª tappa Tour du Maroc (Kénitra)
Classifica generale Course de la Paix
3ª tappa DDR Rundfahrt
- 1984 (ASK Vorwärts Frankfurt)

Classifica generale Niederösterreich Rundfahrt
7ª tappa DDR Rundfahrt (Zwickau > Zwickau)
Classifica generale DDR Rundfahrt
- 1985 (ASK Vorwärts Frankfurt)

6ª tappa, 1ª semitappa Tour du Hainaut Occidental (Obigies > Moeskroen)
- 1987 (ASK Vorwärts Frankfurt)

2ª tappa Tour du Hainaut Occidental (Sirault > Hornu)
- 1988 (ASK Vorwärts Frankfurt)

5ª tappa Tour du Vaucluse (Avignon > Avignon)
5ª tappa Österreich-Rundfahrt (Innsbruck > Mittersill)
- 1989 (ASK Vorwärts Frankfurt)

Prologo Tour du Vaucluse (Avignon > Avignon)
8ª tappa Österreich-Rundfahrt (Villach > Klopein am Klopeiner See)
9ª tappa Österreich-Rundfahrt (Klopein am Klopeiner See > Graz)
Classifica generale Regio-Tour
- 1991 (PDM - Ultima - Concorde, una vittoria)

Campionati tedeschi, Cronometro Elite

#### Altri successi
- 1977 (Juniores)

Campionati del mondo, Cronosquadre Juniores
- 1978 (Juniores)

Campionati del mondo, Cronosquadre Juniores
- 1979 (ASK Vorwärts Frankfurt)

Campionati tedeschi orientali, Cronosquadre Dilettanti
Campionati del mondo, Cronosquadre Dilettanti
- 1980 (ASK Vorwärts Frankfurt)

Campionati tedeschi orientali, Criterium Dilettanti
Prologo DDR Rundfahrt (Bad Blankenburg, cronosquadre)
- 1981 (ASK Vorwärts Frankfurt)

Prologo Sealink International Grand Prix (Le Tourquet > Le Tourquet)
3ª tappa Sealink International Grand Prix (Brighton > Basingstoke)
4ª tappa Sealink International Grand Prix (Swindon > Birmingham)
Campionati del mondo, Cronosquadre Dilettanti
- 1982 (ASK Vorwärts Frankfurt)

2ª tappa Tour de l'Avenir (Bourg-en-Bresse > Châtillon-sur-Chalaronne, cronosquadre)
- 1984 (ASK Vorwärts Frankfurt)

Giochi dell'amicizia, cronosquadre
- 1988 (ASK Vorwärts Frankfurt)

6ª tappa Tour of Algeria
8ª tappa Tour of Algeria
9ª tappa Tour of Algeria
- 1989 (ASK Vorwärts Frankfurt)

Campionati del mondo, Cronosquadre Dilettanti
- 1990 (ASK Vorwärts Frankfurt)

Classifica sprint Gran Premio Internazionale Torres Vedras
- 1993 (Festina - Lotus)

Criterium di Göppingen
Coca-Cola Trophy

## Piazzamenti

### Grandi Giri
- Giro d'Italia

1993: 78°
- Tour de France

1991: fuori tempo massimo (10ª tappa)
1992: ritirato (7ª tappa)

### Classiche monumento
- Milano-Sanremo

1991: 90°
1992: 117°
1993: 154°
- Giro delle Fiandre

1993: 99°

### Competizioni mondiali
Campionati mondiali
Vienna 1977 - In linea Juniores: 60°
Vienna 1977 - Cronosquadre Juniores: vincitore
Washington 1978 - In linea Juniores: 31°
Washington 1978 - Cronosquadre Juniores: vincitore
Valkenburg 1979 - In linea Dilettanti: 18°
Valkenburg 1979 - Cronosquadre Dilettanti: vincitore
Praga 1981 - In linea Dilettanti: 72°
Praga 1981 - Cronosquadre Dilettanti: vincitore
Goodwood 1982 - In linea Dilettanti: 7°
Altenrhein 1983 - In linea Dilettanti: 8°
Giavera del Montello 1985 - In linea Dilettanti: 12°
Chambéry 1989 - Cronosquadre Dilettanti: vincitore
Utsunomiya 1990 - In linea Dilettanti: 7°
Utsunomiya 1990 - Cronosquadre Dilettanti: 2°
Stoccarda 1991 - In linea Dilettanti: 49°
- Giochi olimpici, Mosca 1980 - Cronosquadre: 2°